# Rodenbach (Westpfalz)
Rodenbach ist eine Ortsgemeinde im Landkreis Kaiserslautern in Rheinland-Pfalz. Sie gehört der Verbandsgemeinde Weilerbach an, innerhalb derer sie gemessen an der Einwohnerzahl die zweitgrößte Ortsgemeinde darstellt.

## Geographie

### Lage
Rodenbach liegt neun Kilometer nordwestlich von Kaiserslautern. Innerhalb der Gemeindegemarkung geht der Landstuhler Bruch in das Nordpfälzer Bergland über. Zu Rodenbach gehören zusätzlich die Wohnplätze Am Tränkwald, Berghof, Forsthaus Rodenbach, Mückenhof und Wasserhaus. Südlich des Siedlungsgebiets erstreckt sich der Reichswald. Mitten durch die Gemeinde fließt außerdem die Mooslauter, die dort von rechts den Rodenbach aufnimmt.
Nachbarorte sind Weilerbach, Kaiserslautern-Siegelbach, Mackenbach und Kaiserslautern-Einsiedlerhof.

Das „Fürstengrab“ auf der Gemarkung von Rodenbach, rechts dahinter das Heidegericht auf der Gemarkung von Weilerbach

### Klima
In Rodenbach herrscht ein gemäßigtes Klima.
| Monatstemperatur            | Jan   | Feb   | Mär   | Apr   | Mai   | Jun   | Jul   | Aug   | Sep   | Okt   | Nov   | Dez   |
| Maximaler Durchschnittswert | 04 °C | 05 °C | 10 °C | 13 °C | 19 °C | 22 °C | 25 °C | 25 °C | 20 °C | 15 °C | 09 °C | 05 °C |
| Minimaler Durchschnittswert | −1 °C | −2 °C | 02 °C | 03 °C | 08 °C | 12 °C | 14 °C | 13 °C | 09 °C | 06 °C | 03 °C | 01 °C |

## Geschichte

### Ortsgeschichte
Rodenbach gehörte bis zum Ende des 18. Jahrhunderts zum kurpfälzischen Gericht Weilerbach. Im Mittelalter besaß das Kloster Otterberg hier eine Gülte. Durch den Ort führte eine Straße von Lautern nach Kusel, deswegen war hier eine kurpfälzische Zollstätte. Im Jahr 1787 wurden an Gebäuden zwei Schulhäuser und 45 Wohnhäuser verzeichnet. Die Gemarkung Rodenbach umfasste 924 Morgen Äcker, 184 Morgen Wiesen, sieben Morgen Gärten und 100 Morgen Wald.
Im Jahr 1794 hatten französische Revolutionstruppen das Linke Rheinufer eingenommen. Von 1798 bis 1814 gehörte die Region und damit ebenso Rodenbach zum Kanton Kaiserslautern im Departement Donnersberg und unterstand der Mairie Weilerbach. Aufgrund der auf dem Wiener Kongress getroffenen Vereinbarungen und einem bayerisch-österreichischen Staatsvertrag kam die Pfalz 1816 zum Königreich Bayern. Unter der bayerischen Verwaltung blieb die Gemeinde Rodenbach im Kanton Kaiserslautern, der Teil des Landkommissariats Kaiserslautern (1862 umbenannt in Bezirksamt Kaiserslautern) in der Pfalz (Bayern) war.
Ab 1939 war der Ort Bestandteil des Landkreises Kaiserslautern. Nach dem Zweiten Weltkrieg wurde Otterbach innerhalb der französischen Besatzungszone Teil des damals neu gebildeten Landes Rheinland-Pfalz. Im Zuge der ersten rheinland-pfälzischen Verwaltungsreform wurde die Gemeinde 1972 Teil der neu gebildeten Verbandsgemeinde Weilerbach.

### Ortsname
Der Name Rodenbach hat mit der außergewöhnlichen Rotfärbung des gleichnamigen Baches zu tun. Bei Regen färbt sich der Rodenbach aufgrund des hohen Lehm-Anteils im Boden stark rot, weshalb der Ort anfangs Rotenbach, später dann Rodenbach genannt wurde.

## Einwohnerentwicklung
Im Jahr 1787 lebten in der Gemeinde 52 Familien und 240 Einwohner. Im Jahr 1802 hatte Rodenbach 254 Einwohner: 79 Katholiken, 132 Reformierte, 31 Lutheraner und 12 Mennoniten. 1815 betrug die Einwohnerzahl 322. Im Jahr 1837 hatte Rodenbach bereits 612 Einwohner, davon waren 185 Katholiken, 419 Protestanten und acht Mennoniten.
Im Bayerischen Ortschaftsverzeichnis aus dem Jahr 1928 wird die Landgemeinde Rodenbach, nun zum bayerischen Regierungsbezirk Pfalz gehörend, wie folgt beschrieben: Insgesamt 1385 Einwohner (357 Katholiken, 1.024 Protestanten und vier sonstige), 199 Wohngebäude und eine Fläche von 1348 Hektar; es gab eine Eisenbahnstation, ein Postamt, eine katholische und eine protestantische Schule sowie eine Kinderbewahranstalt. Neben dem Dorf Rodenbach gehörten zwei weitere Ortschaften zur Gemeinde: der Mückenhof (13 Einwohner, zwei Wohnhäuser) und das Rodenbacher Forsthaus (drei Einwohner).

## Politik

### Gemeinderat
Der Gemeinderat in Rodenbach besteht aus 20 Ratsmitgliedern, die bei der Kommunalwahl am 9. Juni 2024 in einer personalisierten Verhältniswahl gewählt wurden, und dem ehrenamtlichen Ortsbürgermeister als Vorsitzendem.
Die Sitzverteilung im Gemeinderat:
| Wahl | SPD | CDU | FDP | FWG | WeinROD | Gesamt   |
| ---- | --- | --- | --- | --- | ------- | -------- |
| 2024 | 6   | 7   | –   | 7   | –       | 20 Sitze |
| 2019 | 9   | 5   | 1   | 5   | –       | 20 Sitze |
| 2014 | 11  | 3   | –   | 5   | 1       | 20 Sitze |
| 2009 | 9   | 4   | –   | 5   | 2       | 20 Sitze |
| 2004 | 8   | 4   | –   | 5   | 3       | 20 Sitze |

- FWG = Freie Wählergruppe Rodenbach e. V.
- WeinRod = Wählergruppe WeinRod e. V. Rodenbach

### Bürgermeister
Markus Schick (CDU) wurde am 14. Juli 2022 Ortsbürgermeister von Rodenbach. Bei der Direktwahl am 3. Juli 2022 war er mit einem Stimmenanteil von 89,2 % gewählt worden. Bei der Direktwahl am 9. Juni 2024 wurde Schick mit 83,1 % für fünf Jahre wiedergewählt.
Schicks Vorgänger Ralf Schwarm (SPD) hatte das Amt seit 2014 ausgeübt. Bei der Direktwahl am 26. Mai 2019 war er mit einem Stimmenanteil von 74,53 % wiedergewählt worden. Nachdem er 2021 zum Bürgermeister der Verbandsgemeinde gewählt wurde, setze er seine Ankündigung aus dem Wahlkampf um, als er mit Wirkung zum 1. Juli 2022 das Amt des Ortsbürgermeisters von Rodenbach niederlegte. Dies machte eine Neuwahl erforderlich.

### Wappen
| Wappen von Rodenbach | Blasonierung: „In Blau über silbernem Wellenbalken eine gestürzte silberne Pflugschar.“                                                  |
| Wappen von Rodenbach | Wappenbegründung: Der Wellenbalken stellt den gleichnamigen Bach dar, die Pflugschar steht für die landwirtschaftlichen Rodungen im Ort. |

## Kultur

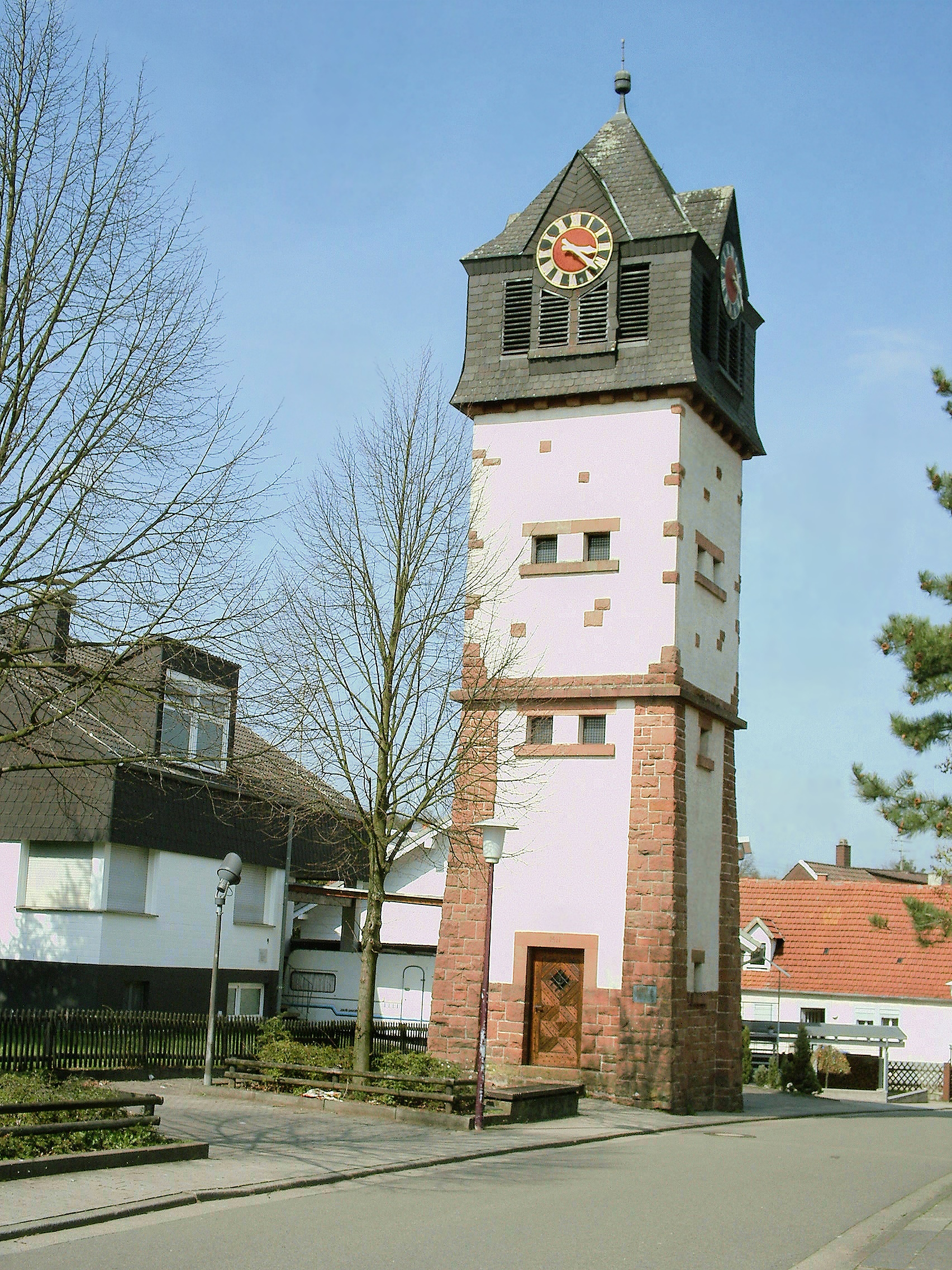
Denkmalgeschützter Glockenturm, erbaut 1911

### Kulturdenkmäler
Vor Ort stehen fünf Objekte unter Denkmalschutz.

### Natur
Innerhalb der Gemeindegebiets befinden sich vier Naturdenkmale. Zudem liegen die Naturschutzgebiete Rodenbacher Bruch und Krausenbruch teilweise in der Gemarkung von Rodenbach.

### Sport und Freizeit
In Rodenbach gibt es ein bekanntes Waldschwimmbad, einen Minigolfplatz, einen Nordic-Walking-Parcours, drei Fußballplätze (einen davon – mit Basketballfeld – in der Ortsmitte) sowie die drei Plätze – einer davon als Kleinspielfeld – des SV Rodenbach, zwei Reiterhöfe, zwei Turnhallen, einen Hunde-Trainingsplatz, mehrere Tischtennisplatten und einen Beachvolleyballplatz. Der örtliche Posaunenchor ist Mitglied im Gnadauer Posaunenbund.

### Archäologie
1874 wurde in Rodenbach am „Fuchshübel“ ein keltisches Hügelgrab gefunden, das auf die Zeit um 400 vor Christus datiert wird; es galt nach der Entdeckung als bedeutendster Fund aus der Latènezeit nördlich der Alpen. Die wertvollen Grabbeigaben deuten darauf hin, dass es sich bei dem Bestatteten um einen bedeutenden Mann gehandelt haben muss. Es ist deshalb als „Fürstengrab von Rodenbach“ bekannt. Daneben, bereits auf Weilerbacher Gemarkung, liegt das „Heidegericht“, ein mittelalterlicher Gerichtsplatz.

## Wirtschaft und Infrastruktur

### Wirtschaft
Im Gewerbegebiet Am Tränkwald haben zahlreiche Firmen ihren Sitz.

### Verkehr
Straße

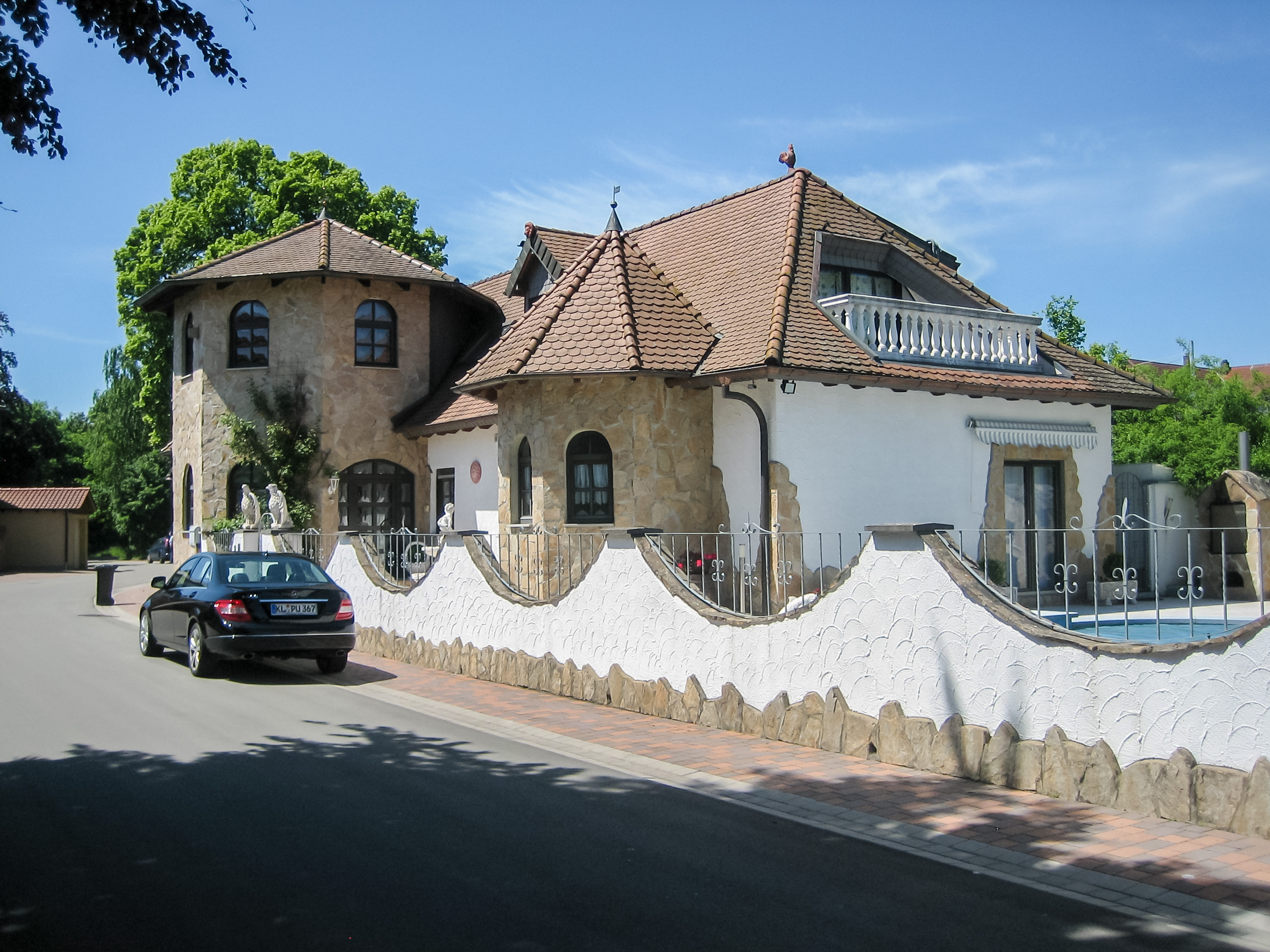
Das mittlerweile umgebaute, in Privatbesitz befindliche Empfangsgebäude des Bahnhofs Rodenbach

Der Öffentliche Nahverkehr ist in den Verkehrsverbund Rhein-Neckar (VRN) integriert. Es gibt in Rodenbach die Bushaltestellen Aral, Abzweigung Bahnhof, Ortsmitte, Hünengrab, Schwimmbad und Weilerbacher Wäldchen.
Durch den Norden der Gemarkung verläuft in Ost-West-Richtung die Landesstraße 367. Die Gemeinde ist durch die A 6 an das Autobahnnetz angebunden; die nächstgelegene Anschlussstelle Kaiserslautern-West befindet sich teilweise auf der Gemarkung von Rodenbach.
Schiene
Von 1914 bis 1972 war Rodenbach über die sogenannte Bachbahn, die vom Bahnhof Lampertsmühle-Otterbach bis nach Weilerbach und ab 1920 bis nach Reichenbach führte, an das Schienennetz angebunden. Der Bahnhof befand sich innerhalb des östlichen Siedlungsgebiets. Er verfügte über ein Empfangsgebäude sowie eine 155 Meter lange Rampe. Die Bahnsteiglänge betrug 180 Meter. Unweit des Bahnsteigs sowie der Rampe befand sich ein 213 Meter langes Ladegleis. Unweit des Bahnsteigs befand sich ein weiteres, 87 Meter langes Ladegleis. Bis zuletzt war der örtliche Reifenhandel Güterkunde des Bahnhofs gewesen.

### Bildung
Der Ort verfügt über die Grundschule Rodenbach. Es gibt zusätzlich eine Bücherei und Mediathek.

### Tourismus
Des Weiteren verfügt die Ortsgemeinde über den Skulpturenweg Rodenbach. Darüber hinaus verlaufen der Barbarossa-Radweg und ein Wanderweg, der mit einem blauen Kreuz gekennzeichnet ist, durch Rodenbach.

## Persönlichkeiten

### Söhne und Töchter der Gemeinde
- Ludwig Jakob (1853–1931), Kapellmeister des Westpfälzer Wandermusikantentums
- Friedrich Karl Neubecker (1872–1923), Rechtswissenschaftler und Hochschullehrer
- Helene Valentin (* 23. Januar 1895; † 7. Juli 1941), Malerin und Dichterin
- Kurt Albrecht (1927–1945), in Osterholz-Scharmbeck als desertierter Matrose der Marine hingerichtet
- Gerold Scheuermann (1929–2014), Heimatforscher und Autor

### Personen, die vor Ort gewirkt haben
- Hans-Peter Briegel (* 1955), Fußballspieler und -trainer, Europameister 1980, wuchs in Rodenbach auf.
- Klaus Götte (1936–2024), Schauspieler, Theaterregisseur und Hörspielsprecher, lebte und starb in Rodenbach.[18]
- Rose Götte (* 1938), Erziehungswissenschaftlerin und Politikerin (SPD), seit 2013 Trägerin der Freiherr-vom-Stein-Plakette
- Ludwig Grub (1930–2007), Grafiker, Maler und Bildhauer, lebte lange Jahre in Rodenbach.
- Sascha Hildmann (* 1972), Fußballspieler und -trainer, spielte von 2006 bis 2011 beim SV Rodenbach.